# Dom Jubilerski A&A
A&A Dom Jubilerski – polska firma jubilerska projektująca, produkująca i sprzedająca biżuterię.
A&A Dom Jubilerski to firma z tradycją jubilerską, która sięga XVIII w., kiedy to w Aussig nad Łabą powstał pierwszy sklep wraz z pracownią złotniczą, stworzoną przez Edwarda Szyndlauera. Następnie syn Feliks angażował się w rozwój jubilerstwa i integrację środowiska rzemieślniczego w Łodzi. W 1922 r. założył Cech Jubilerów i Zegarmistrzów.
A&A Dom Jubilerski swoją siedzibę ma w Łodzi w kamienicy z 1882 r. Firma pod obecną nazwą występuje od 1989 r. Ma własną pracownię jubilerską – Centrum Jubilerskie A&A. W 2011 A&A Dom Jubilerski podjął współpracę z polskim artystą Franciszkiem Starowieyskim. Artysta stworzył 17 projektów, z których zrealizowanych zostało 12 pomysłów. „Kolekcja swetrowa” została wykonana ręcznie w pracowni A&A Domu Jubilerskiego. W jej skład wszedł między innymi naszyjnik z czaszki kury, naszyjnik z przedwojenną groszówką, naszyjnik „kolczuga” oraz szpilki zdobione koralem, almadynami i perłami, a także przywieszki z serii „Galaktyka”.
A&A Dom Jubilerski zaprojektował i wykonał wyroby, którymi nagradzane były postaci ze świata sztuki i kultury. W 1999 r. „Brylantową Nutką” został obdarowany Andrea Bocelli, a w 2010 r. Placido Domingo. W 2000 r. złotą kamerę otrzymał Vittorio Storaro. W 2003 r. papież Jan Paweł II otrzymał „Złoty Pierścień Honorowego Obywatela Miasta Łodzi”. W pracowni firmowej powstaje również „Złota nitka”, czyli nagroda dla laureatów finału Międzynarodowego Konkursu dla Projektantów Ubioru „Złota Nitka” odbywającego się w trakcie Fashion Philosophy Fashion Week Poland w Łodzi.
A&A Dom Jubilerski jest również organizatorem corocznego konkursu młodych talentów „Podarunek dla mojej Mamy – projekt biżuterii”.

A&A Dom Jubilerski
Tworzenie biżuterii
Salon jubilerski – wnętrze

## Nagrody i wyróżnienia
- 2000 – salon „Galeria” otrzymała wyróżnienie Najlepsze Wnętrze Roku 2000 przyznane przez Fundację ul. Piotrkowskiej SARP – oddział Łódź.
- 2008 – wyróżnienie dla firmowej pracowni jubilerskiej w Konkursie Jubilerskim MERCURIUS GEDANENSIS 2008 w kategoriach WZORNICTWO oraz MISTRZOSTWO JUBILERSKIE /projekty: Franciszek Starowieyski i Anna Majsterek
- 2008 – salon „Adrian” otrzymał z rąk Prezydenta Miasta Łodzi tytuł „Witryna Roku”.
- 2017 – Statuetka „Luksusowa Marka Roku 2017”[1]
- 2022 – Gazele Biznesu[2]